# Olympische Jugend-Sommerspiele 2014/Teilnehmer (Puerto Rico)
| Gelbes Symbol für Goldmedaillen mit stilisierten Olympischen Ringen | Graues Symbol für Silbermedaillen mit stilisierten Olympischen Ringen | Braundes Symbol für Bronzemedaillen mit stilisierten Olympischen Ringen |
| ------------------------------------------------------------------- | --------------------------------------------------------------------- | ----------------------------------------------------------------------- |
| —                                                                   | —                                                                     | —                                                                       |

Die Jugend-Olympiamannschaft aus Puerto Rico für die II. Olympischen Jugend-Sommerspiele vom 16. bis 28. August 2014 in Nanjing (Volksrepublik China) bestand aus 23 Athleten.

## Athleten nach Sportarten

### Basketball
Jungen
- 3x3: 13. Platz
- Luis González
- Antonio Ralat
- Albert Roque
Dunk: 17. Platz
- Pedro Villamán
Dunk: 8. Platz

### Beachvolleyball
| Mädchen - Lina Bernier - Valeria Cajigas 9. Platz | Jungen - Sergio Figueroa - Daniel Rivera 5. Platz |

### Fechten
Mädchen
- Aydil-Marie Colón
Säbel Einzel: 11. Platz
Mixed: 5. Platz (im Team Amerika 2)

### Judo
| Mädchen - Paola Acevedo Klasse bis 52 kg: 9. Platz Mixed: 5. Platz (im Team Van de Walle) | Jungen - Adrián Gandía Klasse bis 66 kg: 17. Platz Mixed: Gold (im Team Rouge) |

### Leichtathletik
| Mädchen - Keysha Dumeng 400 m Hürden: 13. Platz 8 × 100 m Mixed: 63. Platz - Alondra Negrón 2000 m Hindernis: 6. Platz | Jungen - Jorge Sánchez 200 m: DNF 8 × 100 m Mixed: 13. Platz - Ezequiel Suárez 400 m: 13. Platz 8 × 100 m Mixed: 63. Platz - Dangel Cotto 400 m Hürden: 10. Platz 8 × 100 m Mixed: 56. Platz - Edilberto González Kugelstoßen: 14. Platz |

### Schwimmen
Jungen
- Yeziel Morales
100 m Rücken: 23. Platz
200 m Rücken: 27. Platz
200 m Schmetterling: 18. Platz
200 m Lagen: 20. Platz

### Segeln
Jungen
- Lucas Miranda
Windsurfen: 19. Platz

### Taekwondo
Mädchen
- Crystal Weekes
Klasse über 63 kg: 5. Platz

### Tischtennis
Jungen
- Brian Afanador
Einzel: 9. Platz
Mixed: 9. Platz (mit Anqi Luo  Kanada)

### Turnen
| Mädchen - Paola Moreira Einzelmehrkampf: 22. Platz | Jungen - Andrés Pérez Einzelmehrkampf: 30. Platz |